# Natrinai
| Sangam-Literatur |
| --- |
| Ettuttogai („acht Anthologien“) |
| - Natrinai - Kurundogai - Aingurunuru - Paditruppattu - Paripadal - Kalittogai - Agananuru - Purananuru                                                                             |
| Pattuppattu („zehn Gesänge“) |
| - Tirumurugatruppadai - Porunaratruppadai - Sirupanatruppadai - Perumbanatruppadai - Mullaippattu - Maduraikkanchi - Nedunalvadai - Kurinchippattu - Pattinappalai - Malaipadukadam |

Das Natrinai (Tamil: நற்றிணை Naṟṟiṇai [ˈnatːriɳɛi̯] „die guten tinais (Liebessituationen)“) ist ein Werk der alttamilischen Sangam-Literatur. Es handelt sich um eine Anthologie von 400 Liebesgedichten mittlerer Länge, von denen 398 erhalten sind. Innerhalb der Sangam-Literatur gehört es zur Gruppe der „acht Anthologien“ (Ettuttogai).

## Formale Aspekte
Von den zwei Genres der Sangam-Literatur (Liebes- und Heldendichtung) vertritt das Natrinai das Genre der Liebesdichtung (agam). Die 400 Gedichte des Natrinai sind, wie der Großteil des Sangam-Korpus, im Agaval-Metrum verfasst und haben eine Länge von acht bis dreizehn Zeilen. Innerhalb der acht Anthologien bildet das Natrinai zusammen mit dem Kurundogai und dem Agananuru eine Gruppe von Liebes-Anthologien mit jeweils 400 Gedichten. Im Natrinai sind dabei mittellange Gedichte gesammelt, während das Kurundogai kurze und das Agananuru lange Gedichte enthält. Die Gedichte des Natrinai werden 175 verschiedenen Dichtern zugeschrieben. Ein Gedicht (234) ist nicht erhalten, ein weiteres (385) nur fragmentarisch überliefert. Dem Werk vorangestellt ist ein Einleitungsvers mit einer Anrufung des Gottes Vishnu.

## Datierung
Die Gedichte des Natrinai werden anhand inhaltlicher und sprachlicher Kriterien zur ältesten Schicht der Sangam-Literatur gerechnet. Die absolute Chronologie der Texte ist nicht sicher, doch wird für die Gedichte des Natrinai ein Entstehungszeitraum zwischen dem 1. und 3. Jahrhundert n. Chr. vorgeschlagen. Das Natrinai ist größtenteils homogen, einzelne Gedichte können aber auch jüngeren Datums sein. Einige Jahrhunderte nach ihrer Entstehung wurden die ursprünglich mündlich überlieferten Einzelgedichte zu einer Anthologie zusammengefasst.

## Textbeispiel
„விளையா டாயமொடு வெண்மண லழுத்தி

மறந்தனந் துறந்த காழ்முளை யகைய

நெய்பெய் தீம்பால் பெய்தனம் வளர்ப்ப

நும்மினுஞ் சிறந்தது நுவ்வை யாகுமென்

றன்னை கூறினள் புன்னையது சிறப்பே

யம்ம நாணுது நும்மொடு நகையே

விருந்திற் பாணர் விளரிசை கடுப்ப

வலம்புரி வான்கோடு நரலு மிலங்குநீர்த்

துறைகெழு கொண்கநீ நல்கி

னிறைபடு நீழல் பிறவுமா ருளவே.“

„Viḷaiyāṭ’ āyamoṭu veṇ maṇal aḻutti

maṟantaṉam tuṟanta kāḻ muḷai akaiya

ney pey tīm pāl peytaṉam vaḷarppa

nummiṉum ciṟantatu nuvvai ākum eṉṟ’

aṉṉai kūṟiṉaḷ puṉṉaiyatu ciṟappē

amma nāṇutum nummoṭu nakaiyē

viruntiṉ pāṇar viḷar icai kaṭuppa

valampuri vāṉ kōṭu naralum ilaṅku nīr

tuṟai keḻu koṇka nī nalkiṉ

iṟai paṭu nīḻal piṟavumār uḷavē.“

„Zusammen mit den Spielgefährten setzte ich einen Samen in den weißen Sand

und vergaß ihn dann. Aber als er zu sprießen begann, begoss ich ihn

mit geklärter Butter und süßer Milch, damit er wachse.

‚Er ist noch vortrefflicher als du. Dies ist deine Schwester‘,

pries Mutter den Punnai-Baum.

Oh, ich schäme mich, hier mit dir zu lachen,

Mann von der Küste mit dem Hafen am glitzernden Wasser,

wo die gewundenen weißen Muscheln rauschen

wie Musik, von Barden beim Fest gespielt!

Wenn du willst, gibt es auch anderswo Schatten.“